# José Julián Gregorio
José Julián Gregorio López (n. Talavera de la Reina, 16 de enero de 1964) es un profesor de secundaria y político español del Partido Popular, alcalde de Talavera de la Reina desde junio de 2023. En abril de 2015 se convirtió en delegado del Gobierno en la comunidad de Castilla-La Mancha, cargo que mantuvo hasta 2018. Está casado y tiene cuatro hijos.

## Biografía
Nacido en el municipio toledano de Talavera de la Reina, estudió en el colegio Fernando de Rojas del mismo municipio. Posteriormente, realizó los estudios de secundaria en el instituto Gabriel Alonso de Herrera, donde finalizó sus estudios con una media de sobresaliente.
Licenciado en Filología Hispánica, especialidad en Literatura Española, por la Universidad Complutense de Madrid en 1987. Desde 1993, es funcionario de carrera. Además, obtuvo un diploma en Defensa Nacional por el Centro Superior de Estudios de la Defensa Nacional de la Escuela Superior de las Fuerzas Armadas en el año 2018.
Desde 1993, José Julián Gregorio ha sido profesor de Lengua Castellana y Literatura en varios institutos públicos, entre los que destacan el IES Guadalerzas de Los Yébenes y el IES Ramón Carande de Jerez de los Caballeros. En el año 2000, obtuvo una plaza fija en el IES Puerta de Cuartos de su localidad natal, donde fue jefe de estudios durante 11 años, hasta el año 2011.

## Trayectoria política
En 2003, se presentó en la lista municipal del Partido Popular (PP) en Talavera de la Reina encabezada por la senadora Carmen Riolobos, formando parte de la corporación municipal del Ayuntamiento en la oposición.
Tras permanecer durante tres legislaturas, el popular Gonzalo Lago ganó las elecciones municipales de 2011, logrando así la alcaldía. De esta manera, fue nombrado teniente de alcalde, portavoz del gobierno municipal y concejal de Cultura, Festejos, Relaciones Institucionales y Régimen Interior. Debido a sus nuevos nombramientos tuvo que dejar su labor docente en el instituto. Abandonó su cargo de concejal en el Ayuntamiento de Talavera de la Reina, al ser nombrado en febrero de 2012 subdelegado del Gobierno en Toledo.
En abril de 2015, fue designado por el Consejo de Ministros delegado del Gobierno de España en Castilla-La Mancha, en sustitución de Jesús Labrador, cargo que ejerció hasta junio de 2018. Entre 2017 y 2021, fue presidente del Partido Popular de la Provincia de Toledo. En las elecciones de abril de 2019, encabezó la lista al Senado por la provincia de Toledo resultando elegido, puesto que revalidó en las elecciones de noviembre de 2019.
Cabeza de lista del PP en las municipales de 2023, el partido logró 9 concejales sobre un total de 25. Fue investido alcalde el 17 de junio con la mayoría absoluta de los votos del pleno (13 concejales), gracias al apoyo de Vox. Desde noviembre de 2023 es presidente de la Federación de Municipios y Provincias de Castilla-La Mancha.